# Vitali Milman
Vitali Davidovich Milman (em hebraico:  ויטלי מילמן; em russo:  Виталий Давидович Мильман; União Soviética, 23 de agosto de 1939) é um matemático israelense nascido na antiga União Soviética, especialista em análise matemática.
É professor da Universidade de Tel Aviv. Foi presidente da Israel Mathematical Union e membro do comitê Aliyah da Universidade de Tel Aviv.

## Biografia
Milman obteve um doutorado em 1965 na Universidade de Carcóvia, orientado por Boris Levin.
Em um artigo de 1971, Milman apresentou uma nova prova do teorema de Dvoretzky, estabelecendo que todo corpo convexo em dimensão N tem uma seção de dimensão d(N), com d(N) tendendo ao infinito com N, isto é, arbitrariamente próximo a ser isométrica a um elipsoide. A prova de Milman fornece o limite ótimo d(N) ≥ const log N. Nesta prova, Milman avançou o fenômeno de concentração da medida que desde então encontrou numerosas aplicações.
Foi palestrante convidado do Congresso Internacional de Matemáticos em Berkeley (1986) e em Berlim (1998).

## Prêmios e condecorações
Milman recebeu o Prêmio Landau de Matemática de 2002 e o Prêmio EMET de Arte, Ciência e Cultura de 2007.
Em 2012 foi eleito fellow da American Mathematical Society.

## Família
A matemática é presente na família Milman. Seu pai é o matemático David Milman, conhecido pelo teorema de Krein–Milman. Seu irmão é o matemático Pierre Milman e seu filho é o jovem matemático Emanuel Milman.

## Publicações selecionadas
- Asymptotic Geometric Analysis, Part I. [S.l.]: American Mathematical Society. 2015. ISBN 978-1-4704-2193-9.